# 李常 (景泰進士)
李常（1422年—？），字亨常，廣西潯州府桂平縣人，民籍，明朝政治人物。進士出身。

## 生平
廣西鄉試第十二名。景泰五年（1454年）甲戌科會試第六十八名，殿試登進士第三甲第六十七名。

## 家族
曾祖李文友。祖父李如琛。父亲李得裕。